# 마이크로폼

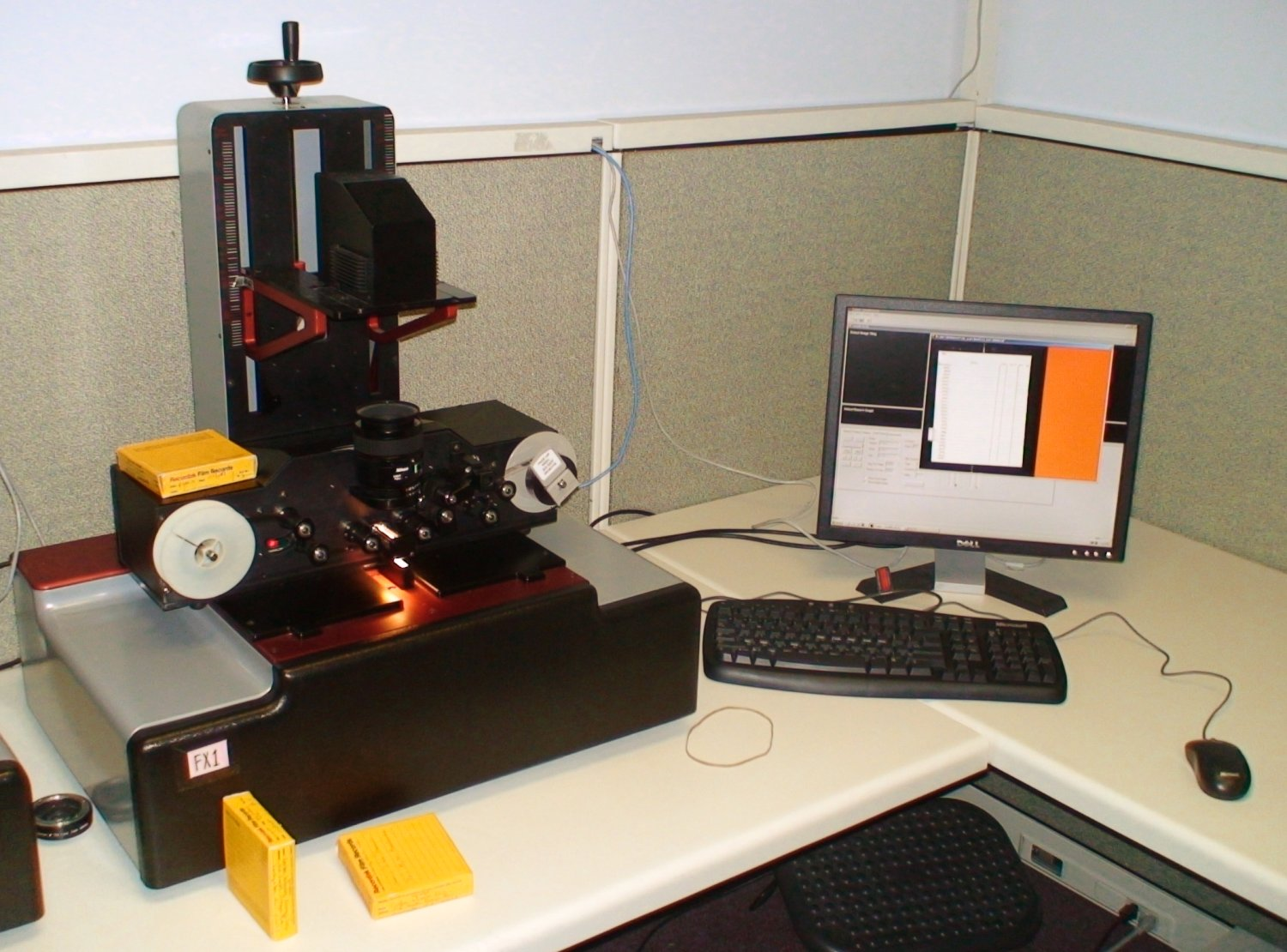
마이크로필름의 디지털 주사.

마이크로폼(microform) 매체는 전송, 저장, 판독, 인쇄를 목적으로 마이크로 복사(microreproduction)를 포함한 필름, 종이 등의 형태로 된 매체이다. 미소 축쇄(판)으로도 부른다.
세 가지 포맷이 일반적으로 쓰인다: 마이크로필름(microfilm, 릴 형태), 애퍼처 카드(aperture card, 구경 카드, 간극 카드, 평평한 시트), 마이크로카드(microcard, 현재 생산 안 함). 이 포맷들은 마이크로피시(microfiche)와 비슷하지만 필름이 아닌 카드보드에 인쇄된다는 점에서 다르다.

## 매체
- 플랫 필름(flat film)
- 마이크로필름(microfilm)
- 애퍼처 카드(aperture card)
- 마이크로피시(microfiche)
- 울트라피시(ultrafiche)